# Patrick Waweru
Patrick Waweru est un boxeur kényan né le 9 juin 1956.

## Carrière
Patrick Waweru est médaillé d'argent dans la catégorie des poids légers aux Jeux du Commonwealth d'Edmonton en 1978.
Il est médaillé d'or aux championnats d'Afrique de Kampala en 1983 dans la catégorie des poids légers.
Aux Jeux olympiques d'été de 1984 à Los Angeles, il est éliminé au premier tour dans la catégorie des poids légers par le Sud-Coréen Chun Chil-sung.
Il est ensuite médaillé d'or aux Jeux africains de Nairobi en 1987 dans la catégorie des poids légers.
Porte-drapeau de la délégation kényane aux Jeux olympiques d'été de 1988 à Séoul, il est éliminé au premier tour dans la catégorie des poids légers par l'Est-Allemand Andreas Zülow.